# Bonn Hauptbahnhof
Bonn Hauptbahnhof is een spoorwegstation in de Duitse stad Bonn. Het station behoort tot de Duitse stationscategorie 2. Het station werd in 1885 geopend. Ook reizigerstreinen voor lange afstanden (ICE, IC, EC) stoppen hier.

## Treinverbindingen
| Serie      | Treinsoort                          | Route | Bijzonderheden |
| ---------- | ----------------------------------- | --- | --- |
| NJ 425     | Nightjet (ÖBB)                      | Brussel-Zuid – Brussel-Noord – Luik-Guillemins – Aachen Hbf – Köln-Ehrenfeld – Bonn Hbf – Koblenz Hbf – Mainz Hbf – Frankfurt (Main) Süd – Erfurt Hbf – Halle (Saale) Hbf – Berlin Südkreuz – Berlin Hbf            | Drie keer per week. Trein splitste en combineerde in Mannheim Hbf. Rijdt Brussel – Mannheim samen NJ 40425. Rijdt Mannheim – Berlijn samen met NJ 40469. |
| NJ 40425   | Nightjet (ÖBB)                      | Brussel-Zuid – Brussel-Noord – Luik-Guillemins – Aachen Hbf – Köln-Ehrenfeld – Bonn Hbf – Koblenz Hbf – Mainz Hbf – München Ost – Rosenheim – Salzburg Hbf – Linz Hbf – Sankt Pölten Hbf – Wien Meidling – Wien Hbf | Drie keer per week. Trein splitste en combineerde in Mannheim Hbf. Rijdt Brussel – Mannheim samen met NJ 425. Rijdt Mannheim – Wenen samen met NJ 469.   |
| RE 5 (RRX) | Regional-Express (National Express) | Wesel – Oberhausen Hbf – Duisburg Hbf – Düsseldorf Hbf – Köln Hbf – Bonn Hbf – Remagen – Andernach – Koblenz Hbf | Rhein-Express |
| RB 23      | Regionalbahn (DB Regio NRW)         | Bonn Hbf – Witterschlick – Erftstadt – Rheinbach – Euskirchen – Bad Münstereifel | Voreifelbahn 1x per uur |
| RB 26      | Regionalbahn (Trans regio)          | Köln Messe/Deutz – Köln Hbf – Brühl – Bonn Hbf – Bonn-Bad Godesberg – Rolandseck – Remagen – Andernach – Koblenz Hbf – Boppard Hbf – Oberwesel – Bingen (Rhein) Hbf – Ingelheim – Mainz Hbf                         | MittelrheinBahn |
| RB 30      | Regionalbahn (DB Regio NRW)         | Bonn Hbf – Bonn-Bad Godesberg – Remagen – Ahrweiler – Dernau – Mayschoß – Altenahr – Ahrbrück | Rhein-Ahr-Bahn |
| RB 48      | Regionalbahn (National Express)     | Wuppertal-Oberbarmen – Wuppertal Hbf – Solingen Hbf – Köln Messe/Deutz – Köln Hbf – (Brühl – Bonn Hbf – Bonn-Bad Godesberg – Bonn-Mehlem)                                                                           | Rhein-Wupper-Bahn 2x per uur Wuppertal-Köln, 1x per uur van/naar Bonn-Mehlem                                                                             |

## Stadbahn
Naast het station is er ondergronds station van de Stadtbahn van Bonn een regionaal (snel)tramnet dat ook verbindingen heeft met Keulen.